# Autarquia Educacional de Afogados da Ingazeira e Faculdade do Sertão do Pajeú
AEDAI-FASP anteriormente conhecida como FAFOPAI é uma instituição educacional de ensino superior localizada na cidade de Afogados da Ingazeira, Pernambuco.

## Histórico
Representa a efetivação do projeto social de ampliar o acesso à educação em nível superior no contexto da microrregião do Sertão do Pajeú, formada por 17 municípios de médio e pequeno porte. Com efeito, na década de 80, o clima que antecedeu a elaboração da Constituição vigente reacendeu, nessa região, a chama de discussão pela criação de uma Instituição de Ensino Superior, tendo em vista a expressiva demanda de egressos dos Cursos de 2º Grau, já engajados no mundo do trabalho, no exercício da docência a “título precário” nas escolas públicas. Essa mobilização da sociedade civil organizada, sob a coordenação do Grupo Jovem Afogadense e do bispo diocesano Dom Francisco Austregésilo de Mesquita Filho, obteve ampla adesão das lideranças políticas da região.

Em resposta a essa mobilização, a Lei Municipal nº 01/86 de 14 de janeiro de 1986 cria a FAFOPAI e sua mantenedora (AEDAI). O funcionamento da Faculdade foi autorizado pela Resolução do CEE-PE Nº 02 de 20 de abril de 1988, com a oferta dos cursos de Licenciatura em Letras, habilitação em Português e Inglês e Licenciatura em Ciências, habilitação em Matemática, autorizados pelo Decreto Presidencial Nº 98.606 de 19 de dezembro de 1989. Esses cursos foram reconhecidos pela Portaria Ministerial Nº 1.214 de 05 de dezembro de 1996 (Curso de Letras) e Portaria Ministerial Nº 1.401 de 23 de dezembro de 1996 (Curso de Ciências).
Tempos depois novos cursos foram aderidos pela autarquia educacional.

## Trajetória
Como se pode constatar, a trajetória histórica da AEDAI-FASP pressupõe a subordinação de suas atividades às necessidades da sociedade, confirmando, dessa forma, sua vocação à solidariedade e contribuição para o desenvolvimento regional e nacional. Assim a Faculdade se pauta na diretriz pedagógico administrativa de prestar um serviço de utilidade pública, mobilizando seus recursos para alcançar suas metas e finalidades. Essa diretriz pressupõe e implica uma relação específica com a realidade na qual está inserida, buscando estabelecer vínculos com a comunidade externa para um caminhar conjunto e corresponsável na formação dos futuros profissionais em educação e na difusão do conhecimento acadêmico.

## Cursos
Atualmente a AEDAI-FASP conta com a seguinte grade de cursos:
- Licenciatura em Pedagogia
- Licenciatura em História
- Licenciatura em Matemática
- Licenciatura em Letras hab. Português & Inglês
- Bacharelado em Direito[9]

## Ligações Externas
- «Página oficial da AEDAI-FASP»